# さぁ鐘を鳴らせ/MADE OF GOLD -featuring DABADA-
「さぁ鐘を鳴らせ/MADE OF GOLD -featuring DABADA-」（さぁかねをならせ/メイド・オブ・ゴールド フィーチャリング・ダバダ）は、2013年7月10日に発売されたDREAMS COME TRUEの50枚目のシングル（両A面シングル）。

## 概要
前作「MY TIME TO SHINE」から約1年2か月ぶりとなるシングル。
「さぁ鐘を鳴らせ」は、「その先へ」以来となるフジテレビ系「救命病棟24時」主題歌（第5シリーズ）。中村正人は「吉田美和の大傑作。歌詞だけで泣ける」と評している。この曲で第64回NHK紅白歌合戦に3年ぶりの出場を果たした。また、2015北海道マラソンのオフィシャルソングに使用された。
- 「MADE OF GOLD -featuring DABADA-」はメンバー出演のネスカフェ「ゴールドブレンド」タイアップソング。2月に配信限定で発売されていた作品のCD化で、ゴールドブレンドのCMソング「目覚め -DABADA-」のフレーズを使用している。このため、作詞・作曲には原曲の作者･八木正生の名前もクレジットされた。
- 初回限定盤には、2曲のミュージックビデオのほかに、ボーナストラックとして、東京と大阪で開催されたDREAMS COME TRUEの楽曲を東京フィルハーモニー交響楽団が奏でるオーケストラコンサート「SYMPHONIC GOLDBLEND ～ Songs from DREAMS COME TRUE ～」で披露された楽曲の中から、『A theme of the WONDERLAND ～ あなたに会いたくて』『LOVE LOVE LOVE ～ 組曲「未来予想図」』を収録。

## 収録曲

### CD
1. さぁ鐘を鳴らせ [5:09]
Produced by DREAMS COME TRUE
(作詞：吉田美和 / 作曲：中村正人, 吉田美和 / 編曲：中村正人, 吉田美和 / Vocal & Backing Vocal Arrangement：吉田美和)
  - フジテレビ系「救命病棟24時」第5シリーズ主題歌、北海道マラソン 2015年度オフィシャルソング。
2. MADE OF GOLD -featuring DABADA- [3:48]
Produced by DREAMS COME TRUE
(作詞：吉田美和, 八木正生 / 作曲：中村正人, 吉田美和, 八木正生 / Vocal & Backing Vocal Arrangement：吉田美和)
  - ネスカフェ「ゴールドブレンド」CMソング。

### DVD(初回限定盤のみ)
1. さぁ鐘を鳴らせ ミュージックビデオ
2. MADE OF GOLD -featuring DABADA- ミュージックビデオ

## クレジット
さぁ鐘を鳴らせ
- DREAMS COME TRUE
  - 吉田美和：Vocal & Backing Vocal
  - 中村正人：Synth Bass, Backing Vocal & All Instruments Performance by MIDI System (Drums, Percussion, Piano, Tubular Bells, Strings)
- JUON (FUZZY CONTROL)：Electric Guitar, Backing Vocal
- 大谷幸：Acousitc Piano
- Recorded by 岡村弦 (at STARCHILD STUDIO, Tokyo)
- Mixed by Ed Tuton (at STARCHILD STUDIO, Tokyo)

MADE OF GOLD -featuring DABADA-
- DREAMS COME TRUE
  - 吉田美和：Vocal & Backing Vocal
  - 中村正人：Electric Guitar, Backing Vocal & All Instruments Performance by MIDI System (Drums, Piano, Strings)
- JUON：Electric Guitar
- Recorded by 岡村弦 (at STARCHILD STUDIO, Tokyo)
- Mixed by Ed Tuton (at STARCHILD STUDIO, Tokyo)

『A theme of the WONDERLAND 〜 あなたに会いたくて』 from SYMPHONIC GOLDBLEND
- 東京フィルハーモニー交響楽団
- Producer：依田謙一 (NTV)
- Recorded by 秋田裕之 (at Orchard Hall, Tokyo)
- Recoding Crew：SCI
- Mixed by 秋田裕之 (at Studio Greenbird, Tokyo)

『LOVE LOVE LOVE 〜 組曲「未来予想図」』 from SYMPHONIC GOLDBLEND
- 東京フィルハーモニー交響楽団
- Producer：依田謙一 (NTV)
- Recorded by 秋田裕之 (at Orchard Hall, Tokyo)
- Recoding Crew：SCI
- Mixed by 秋田裕之 (at Studio Greenbird, Tokyo)

0
- All Songs Mastered by Vlado Meller (at MASTERDISK, New York)
  - Assistant Engineer：Mark Santangelo (at MASTERDISK, New York)

0
- Executive Producers：中村正人, 吉田美和
- Co-Executive Producers：小池一彦 (Universal Music), 藤倉尚 (Universal Music)
- Artwork Director & Designer：鷲見陽 (antenna graphic base)
- Photographer：北島明 (SPUTNIK)
- Production Designer：上澤毅
- Hair & Make-up：渡辺真由美 (GON), 川竹靖
- Stylist：熊谷章子
- Costume：G-STAR RAW

## 収録アルバム
さぁ鐘を鳴らせ
- ATTACK25
- DREAMS COME TRUE THE BEST! 私のドリカム

MADE OF GOLD -featuring DABADA-
- ATTACK25